# آنج (رود)
آنج (به فرانسوی: Ange) یک رود در فرانسه است که در ان (اوورنی-رون-آلپ) واقع شده‌است.